# Saint-Martin-de-Cenilly
Saint-Martin-de-Cenilly település Franciaországban, Manche megyében. Lakosainak száma 206 fő (2022. január 1.). Saint-Martin-de-Cenilly Notre-Dame-de-Cenilly, Hambye, Roncey és Saint-Denis-le-Gast községekkel határos.

## Népesség
A település népessége az elmúlt években az alábbi módon változott:
| Lakosok száma | 267  | 193  | 207  | 212  | 189  | 186  | 182  | 176  | 186  | 206  |
|               | 1968 | 1982 | 1990 | 2006 | 2013 | 2015 | 2017 | 2019 | 2020 | 2022 |